# Грабенштетт
Грабенштетт (нім. Grabenstätt) — громада в Німеччині, розташована в землі Баварія. Підпорядковується адміністративному округу Верхня Баварія. Входить до складу району Траунштайн.
Площа — 37,81 км2. Населення становить 4430 ос. (станом на 31 грудня 2020).